# 鮮于輔
鮮于 輔（せんう ほ、生没年不詳）は、中国後漢時代末期から三国時代にかけての魏の軍人、政治家。幽州漁陽郡の人。

## 事跡
| 姓名           | 鮮于輔                                                |
| 時代           | 後漢時代                                              |
| 生没年         | 〔不詳〕                                              |
| 字・別号       | 〔不詳〕                                              |
| 本貫・出身地等 | 幽州漁陽郡                                            |
| 職官           | 従事→度遼将軍(『後漢書』）→建忠将軍→虎牙将軍→輔国将軍 |
| 爵位           | 都亭侯(『後漢書』）→昌郷亭侯                          |
| 陣営・所属等   | 劉虞→曹操→曹丕                                        |
| 家族・一族     | 〔不詳〕                                              |

### 公孫瓚への復仇
最初は劉虞に仕え、その従事となっていたが、初平4年（193年）に劉虞が公孫瓚に殺害されてしまう。鮮于輔は劉虞の仇を討とうと、同僚で従事の斉周や騎都尉の鮮于銀と共に、閻柔を烏桓司馬に擁立して、漢族・北方民族合わせて数万の軍勢を集めた。鮮于輔・閻柔らは公孫瓚軍の漁陽太守鄒丹を攻撃し、これを大破して鄒丹以下四千人余りの首級を挙げた。
更に、劉虞を慕っていた烏桓の蘇僕延、袁紹の下に逃れていた劉虞の子劉和、袁紹軍の麴義らと合流し、合計十万の軍勢で公孫瓚を攻撃して幾度か撃破し、建安4年（199年）にこれを滅ぼす上で大きく貢献した。

### 魏における活躍
公孫瓚滅亡後、鮮于輔は国人に推戴されてその旧領の統治を行い、公孫瓚の元配下である田豫を長史として抜擢した。後に曹操と袁紹の戦いで北方が混乱すると、田豫が鮮于輔に対し曹操への帰順を説いたため、鮮于輔もこれに従った。曹操は鮮于輔を度遼将軍に任命し都亭侯に封じて、遼西以西の幽州6郡を統治させた(遼西・右北平・広陽・漁陽・涿郡・代郡。上谷郡は護烏桓校尉閻柔)。
建安5年（200年）の官渡の戦いの際に、鮮于輔は曹操のもとへ出頭し袁紹との戦いに従軍した。曹操は袁紹軍の潰走を喜び、鮮于輔たち幽州の諸将の協力に感謝した。建安10年（205年）4月、三郡の烏丸が獷平において鮮于輔を攻撃した。8月、曹操が鮮于輔を救援し、烏丸は塞外へ逃走した。建安18年（213年）5月、曹操に魏公になるように荀攸らと勧進を行った。『魏公國勧進奏』には程昱や王朗たちよりも上位の十番目に名を連ねている。
黄初元年（220年）に曹丕（文帝）が即位すると虎牙将軍に任命され、黄初5年（224年）頃には輔国将軍となった。曹丕の家臣団が曹丕に対し、後漢からの禅譲を受けるよう勧めた『魏公卿上尊号奏』に、鮮于輔は虎牙将軍・南昌亭侯として曹洪・曹真・曹休・夏侯尚ら曹丕の親族や張郃・徐晃・張遼といった功臣たちより上位の六番目に名を連ねている。
魏では、北方民族との交渉窓口役を務めていたのか、黄初5年頃に鮮卑の大人（酋長）軻比能との折衝に当たっている。その一方、黄初年間には曹丕の命令で、蜀漢の劉禅に内密の詔を送って投降を薦めていたとされる。徐邈が禁酒令を破って曹操に処罰されそうになった時は、これを弁護している。
また、小説『三国志演義』には登場しない。